# Oberleitungsbus Teheran
| Auf dem zentralen Platz Emam Hossein im November 2011 |                                         |                    |                    |
| Streckenlänge: | stillgelegt: 15,3 km in Betrieb: 1,8 km |                    |                    |
| Stromsystem: | 750 Volt =                              |                    |                    |
| |                                         |                    |                    |
| \| \| \| ehem. Depot \| \| \| \| \| Terminal-e-Sharq \| \| \| \| \| Dariush \| \| \| \| \| Khaqani \| \| \| \| \| Abureyhan \| \| \| \| \| Ayat \| \| \| \| \| Niruye Havaei \| \| \| \| \| Vahidiye \| \| \| \| \| Sabalan \| \| \| \| \| Forudgah \| \| \| \| \| Bu Ali \| \| \| \| \| Montazeri \| \| \| \| \| Emam Hossein \| \| \| \| \| \| \| \| \| \| Meydan-e-Shohada \| \| \| \| \| \| \| \| \| \| Meydan-e-Chorasan \| \| \| \| \| \| \| \| \| \| Meydan-e-Shoosh \| \| \| \| \| Shoosh \| \| \| \| \| Meydan-e-Rah Ahan \| \| \| \| \| Depot \| \| \| \| \| Bozorgrah-e-Be'sat \| \| |                                         |                    |                    |
| U-Bahn-Betriebs-/Güterbahnhof Streckenanfang (Strecke außer Betrieb) |                                         | ehem. Depot        | ehem. Depot        |
| U-Bahn-Bahnhof (Strecke außer Betrieb) |                                         | Terminal-e-Sharq   | Terminal-e-Sharq   |
| U-Bahn-Haltepunkt / Haltestelle (Strecke außer Betrieb) |                                         | Dariush            | Dariush            |
| U-Bahn-Haltepunkt / Haltestelle (Strecke außer Betrieb) |                                         | Khaqani            | Khaqani            |
| U-Bahn-Haltepunkt / Haltestelle (Strecke außer Betrieb) |                                         | Abureyhan          | Abureyhan          |
| U-Bahn-Haltepunkt / Haltestelle (Strecke außer Betrieb) |                                         | Ayat               | Ayat               |
| U-Bahn-Haltepunkt / Haltestelle (Strecke außer Betrieb) |                                         | Niruye Havaei      | Niruye Havaei      |
| U-Bahn-Haltepunkt / Haltestelle (Strecke außer Betrieb) |                                         | Vahidiye           | Vahidiye           |
| U-Bahn-Haltepunkt / Haltestelle (Strecke außer Betrieb) |                                         | Sabalan            | Sabalan            |
| U-Bahn-Haltepunkt / Haltestelle (Strecke außer Betrieb) |                                         | Forudgah           | Forudgah           |
| U-Bahn-Haltepunkt / Haltestelle (Strecke außer Betrieb) |                                         | Bu Ali             | Bu Ali             |
| U-Bahn-Haltepunkt / Haltestelle (Strecke außer Betrieb) |                                         | Montazeri          | Montazeri          |
| U-Bahn-Bahnhof (Strecke außer Betrieb) |                                         | Emam Hossein       | Emam Hossein       |
| |                                         |                    |                    |
| U-Bahn-Haltepunkt / Haltestelle (Strecke außer Betrieb) |                                         | Meydan-e-Shohada   | Meydan-e-Shohada   |
| |                                         |                    |                    |
| U-Bahn-Kopfbahnhof Strecke bis hier außer Betrieb |                                         | Meydan-e-Chorasan  | Meydan-e-Chorasan  |
| U-Bahn-Verschwenkung von links (Strecke außer Betrieb) · U-Bahn-Verschwenkung von rechts |                                         |                    |                    |
| U-Bahn-Bahnhof (Strecke außer Betrieb) |                                         | Meydan-e-Shoosh    | Meydan-e-Shoosh    |
| U-Bahn-Haltepunkt / Haltestelle (Strecke außer Betrieb) |                                         | Shoosh             | Shoosh             |
| U-Bahn-Kopfbahnhof Streckenende (Strecke außer Betrieb) |                                         | Meydan-e-Rah Ahan  | Meydan-e-Rah Ahan  |
| U-Bahn-Betriebs-/Güterbahnhof Streckenanfang und quer · U-Bahn-Abzweig geradeaus, nach rechts und von rechts |                                         | Depot              | Depot              |
| U-Bahn-Kopfbahnhof Streckenende |                                         | Bozorgrah-e-Be'sat | Bozorgrah-e-Be'sat |

Der Oberleitungsbus Teheran ist der einzige Oberleitungsbus-Betrieb im Iran. Die Anlage in der Hauptstadt Teheran ging 1992 in Betrieb und umfasst heute noch zwei von einstmals fünf Linien. Neben der 1999 eröffneten U-Bahn Teheran ist der Oberleitungsbus das einzige spurgebundene Nahverkehrsmittel der Stadt. Betrieben wird er von der United Bus Company of Tehran, kurz UBCT, die auch für den übrigen Stadtbusverkehr zuständig ist.

## Geschichte
Unter anderem aus Umweltschutzgründen beschloss die Teheraner Stadtverwaltung zu Beginn der 1990er Jahre parallel zum Aufbau der U-Bahn die Einrichtung eines Oberleitungsbusbetriebs. Ende 1990 wurde hierzu ein Vertrag mit mehreren Partnern aus der damaligen Tschechoslowakei unterzeichnet. Dieser sah sowohl die Erstellung der Infrastruktur samt Oberleitungsanlagen, Unterwerken und Werkstätten als auch die Lieferung von Škoda-Fahrzeugen vor. Aus dieser Vereinbarung resultiert auch die höher als übliche Fahrspannung von 750 Volt Gleichstrom, wie sie auch bei den 1989 beziehungsweise 1991 eröffneten Systemen in Banská Bystrica und České Budějovice zur Anwendung kam. Einige Jahre zuvor halfen tschechoslowakische Experten bereits beim Aufbau des ehemaligen Oberleitungsbus Kabul im Nachbarstaat Afghanistan, dieser existierte von 1979 bis 1992/93.
Die Bauarbeiten für die mittlerweile wieder stillgelegte erste Teheraner Obusstrecke begannen im August 1991. Diese war 6,9 Kilometer lang und verlief vom zentralen Platz Emam Hossein in nordöstliche Richtung durch die Ausfallstraße Damavand zur Endhaltestelle Terminal-e-Sharq. Sie ging am 14. September 1992 in Betrieb und wurde von den Linien 1 und 2 bedient. Letztere war dabei eine Expresslinie, welche die gleiche Strecke wie die Linie 1 befuhr, aber weniger Zwischenhaltestellen bediente. Um die Kurse der Linie 1 überholen zu können, besaß sie als Besonderheit ein eigenes mittig angeordnetes Fahrleitungspaar. Die Nordoststrecke verlief durchgehend auf baulich abgetrennten Busfahrstreifen in Straßenmitte. Anfang 2011 integrierte man diesen Streckenast in das 2008 eröffnete und mit Dieselbussen betriebene örtliche Bus-Rapid-Transit-System. Hierzu erhielten die Haltestellen mittig gelegene Bussteige für beide Fahrtrichtungen, die BRT-Busse besitzen zu diesem Zweck linksseitige Türen. Die Fahrleitungen wurden entfernt.
Das später eröffnete und teilweise noch betriebene zweite Teilnetz im Süden geht ebenfalls vom Emam Hossein aus. Eine ursprünglich 5,7 Kilometer lange Strecke führte von dort aus in südliche Richtung durch die Straße Hefdah-e-Shahrivar über den Meydan-e-Chorasan bis Bozorgrah-e-Be'sat. Sie wird von der Linie 4 befahren und ist bis zum Abzweig ins Depot ebenfalls mit einem zusätzlichen Fahrleitungspaar ausgestattet. Anders als auf der ehemaligen Nordoststrecke teilen sich die Oberleitungsbusse auf dem südlichen Netz jedoch den Straßenraum mit dem Individualverkehr. Zeitweise verkehrte außerdem noch eine Linie 3 zwischen Emam Hossein und dem Meydan-e-Chorasan, die ebenfalls eine Expresslinie war und die mittige Fahrleitung nutzte.
Ein Nebenast des südlichen Teilnetzes zweigte circa 500 Meter südlich des Meydan-e-Chorasan in westliche Richtung ab und führte zunächst 1,3 Kilometer weit bis zum Meydan-e-Shoosh. Zum 13. März 2010 wurde diese Strecke schließlich um 3,2 Kilometer via U-Bahn-Station Shoosh zum Meydan-e-Rah Ahan – dem Vorplatz des Bahnhofs der Iranischen Staatsbahn – verlängert. Der Nebenast wurde von der Linie 5 bedient, welche ebenfalls am Emam Hossein begann.
Von 2013 an war der Betrieb dann vorübergehend komplett eingestellt, auch die Fahrleitungsanlagen wurden entfernt. Jedoch ging der Oberleitungsbus am 21. März 2016 auf der 1,8 Kilometer langen Teilstrecke Bozorgrah-e-Be'sat–Meydan-e-Chorasan der Linie 4 erneut in Betrieb. Eine Verlängerung durch Wiederaufbau von Teilen der alten Strecke ist angedacht.

## Depots und Fahrzeuge
Dem nordöstlichen Streckenast stand ein eigenes Depot zur Verfügung, es befand sich innerhalb der Wendeschleife Terminal-e-Sharq und beherbergte auch die Hauptwerkstätte. Das verbliebene Depot für die südlichen Strecken befindet sich einige hundert Meter vor der Endstelle Bozorgrah-e-Be'sat der Linie 4.
Zum Einsatz kommen fast ausschließlich Gelenkwagen des Typs Škoda 15Tr. Sie entstammen einer ursprünglich 65 Fahrzeuge umfassenden Serie, die in den Jahren 1991 (Wagennummern 794 bis 828) und 1992 (Wagennummern 921 bis 950) importiert wurden. Ferner existiert ein um 2005 im Iran gebauter Prototyp eines Solowagens, er basiert auf dem Typ Volvo B10M.
Die Wagen sind in zwei verschiedenen Lackierungen anzutreffen. Die grün-gelb-weiß gestrichenen, darunter auch der einzige Zweiachser, waren ursprünglich im aufgelassenen nördlichen Depot beheimatet und waren den ehemaligen Linien 1 und 2 vorbehalten. Das Lackierungsschema entspricht dabei exakt demjenigen in České Budějovice, das seinen Oberleitungsbusbetrieb ein Jahr vor Teheran aufnahm und ebenfalls von Škoda ausgestattet wurde.
Die früher nur auf den Linien 3, 4 und 5 eingesetzten Fahrzeuge trugen eine blau-weiße Lackierung und wurden vom südlichen Depot gestellt. Nach Einstellung des nördlichen Streckenastes sowie der Linie 3 fuhren auf den verbliebenen Linien 4 und 5 Oberleitungsbusse beider Farbschemata.
Während der Betriebseinstellung in den Jahren 2013 bis 2016 wurde ein Teil der 30 noch vorhandenen 15Tr für den Einsatz auf der Linie 4 umfangreich modernisiert, so erhielten sie beispielsweise komplett neue Front- und Heckpartien sowie ein gänzlich neues Außendesign. Außerdem tragen die Wagen seither Kraftfahrzeugkennzeichen.

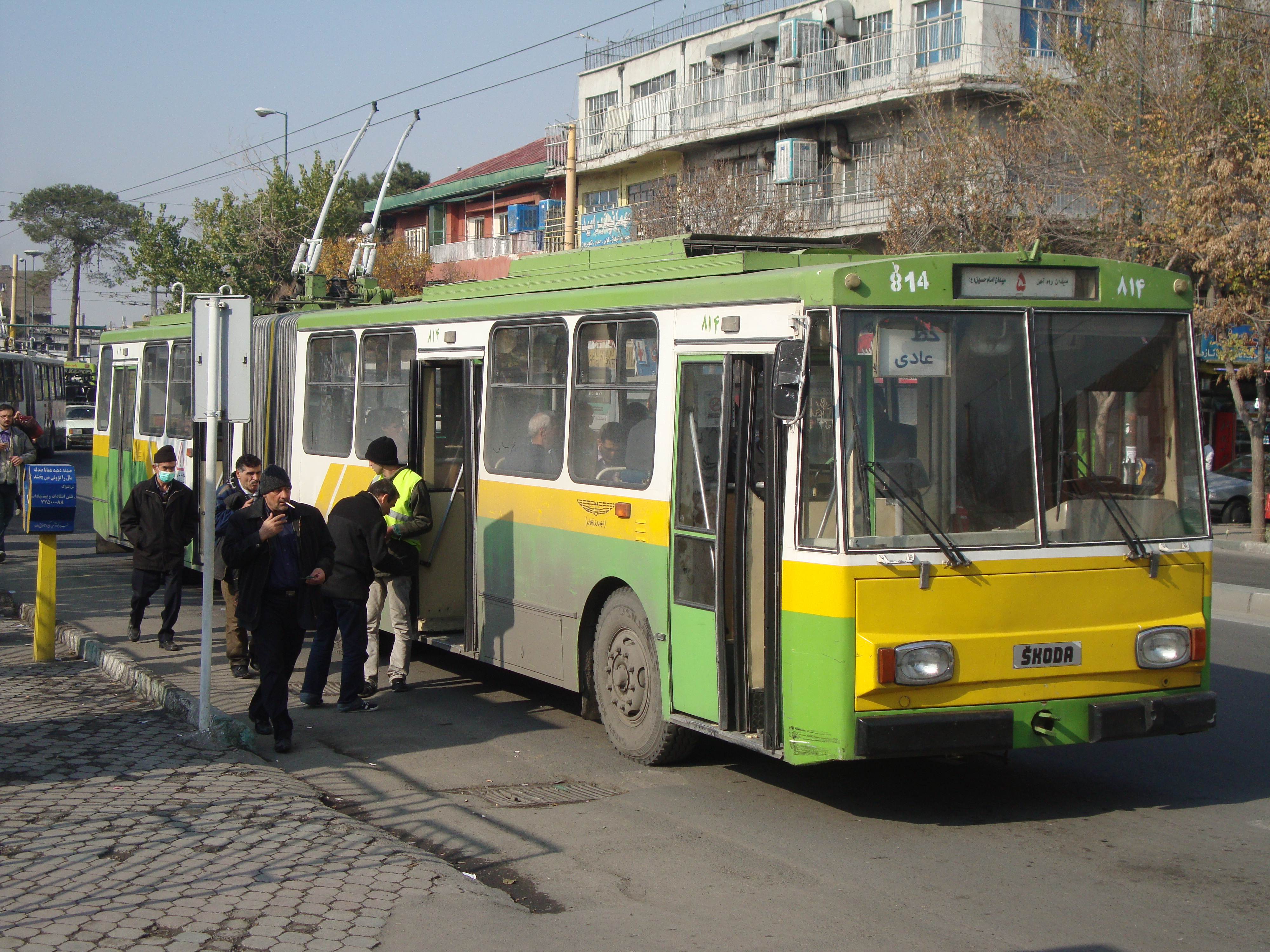
Der grün-gelb-weiß lackierte Wagen 814 in der Endstelle Meydan-e-Rah Ahan beim Bahnhof
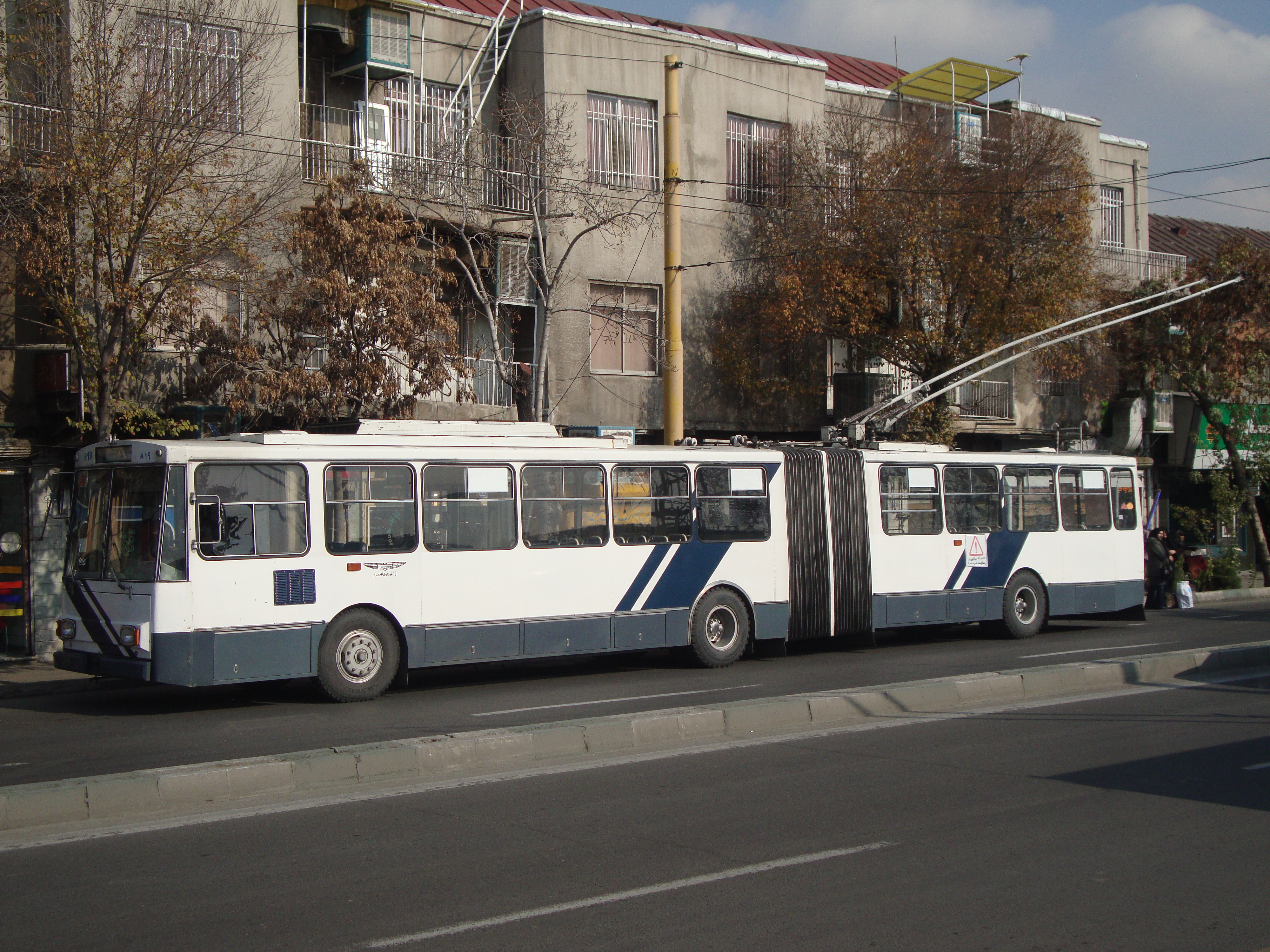
Der blau-weiß lackierte Wagen 819
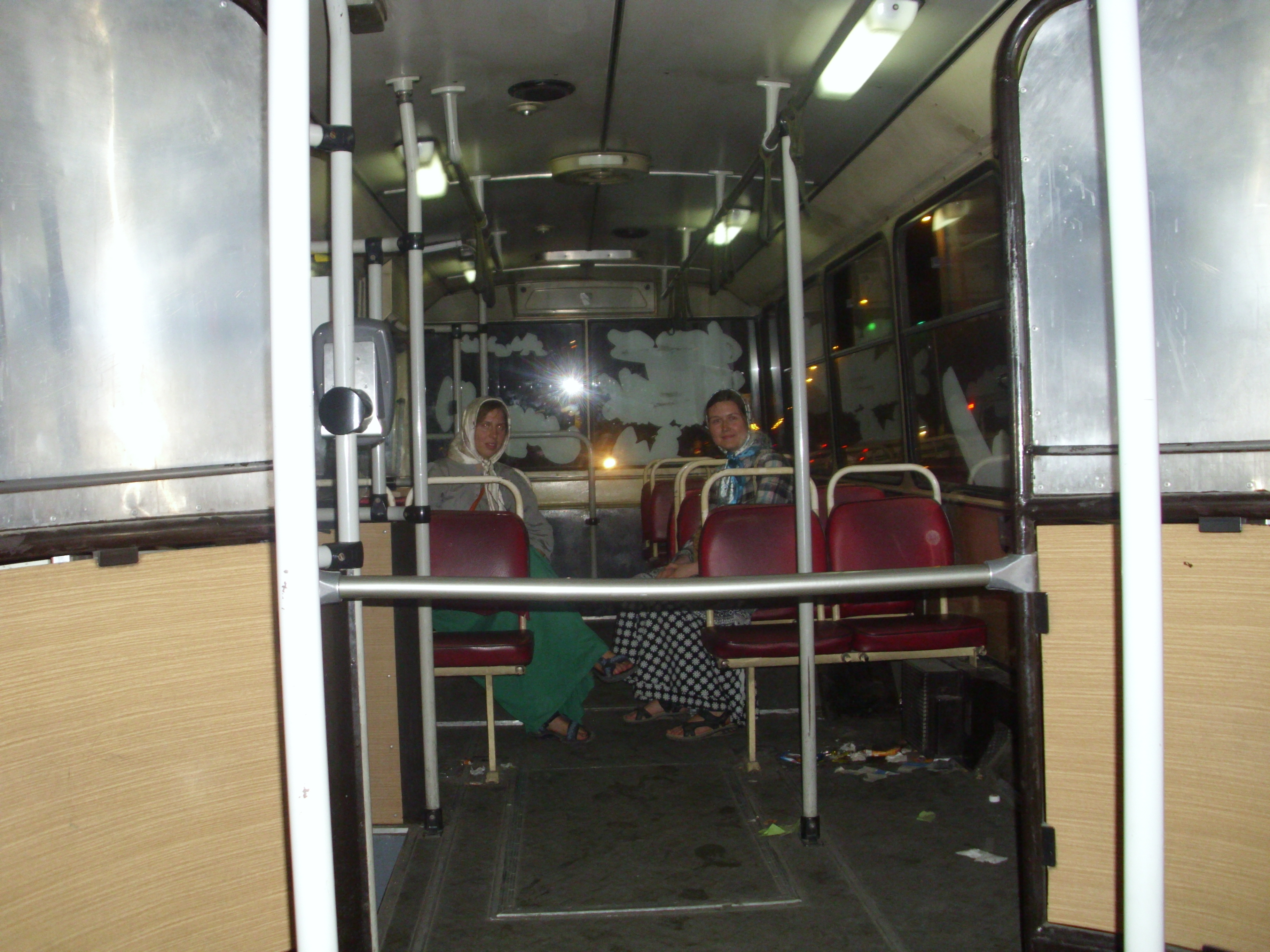
Abgetrenntes Frauenabteil im Nachläufer eines 15Tr-Gelenkwagens